# Cupressaceae
Le Cupressaceae, Rich. ex Bartl. 1830 sono una famiglia di piante gimnosperme che prende nome dal genere Cupressus, il cipresso, ovvero il genere più rappresentativo. Tra le Cupressacee, in particolare nel genere Sequoia, si annoverano alberi tra i più grandi e longevi esistenti.

## Sistematica
Le Cupressaceae comprendono in tutto circa 30 generi, tra i quali, oltre al cipresso, sono molto noti i ginepri (Juniperus), le tuia (Thuja). Le specie sono circa 130.
 
Le Cupressaceae vengono classificate tra le Pinophyta e nell'ordine delle Pinales.
Molti studi hanno portato a includere i generi della famiglia delle Taxodiaceae (ora cancellata) in questa famiglia con l'eccezione del genere Sciadopitys per cui è stata definita una nuova famiglia le Sciadopityaceae.
Le Cupressaceae vengono suddivise, sulla base di caratteri genetici e morfologici in sette sottofamiglie (Gadek et al. 2000, Farjon 2005):
- Cunninghamioideae (Zucc. ex Endl.) Quinn: Cunninghamia
- Taiwanioideae L.C.Li: Taiwania
- Athrotaxidoideae L.C.Li: Athrotaxis
- Sequoioideae Saxton: Sequoia, Sequoiadendron, Metasequoia
- Taxodioideae Endl. ex K.Koch: Taxodium, Glyptostrobus, Cryptomeria
- Callitroideae Saxton: Callitris, Actinostrobus, Neocallitropsis, Widdringtonia, Diselma, Fitzroya, Austrocedrus, Libocedrus, Pilgerodendron, Papuacedrus
- Cupressoideae Rich. ex Sweet: Thuja, Thujopsis, Chamaecyparis, Fokienia, Calocedrus, Tetraclinis, Microbiota, Platycladus, Callitropsis, Cupressus, Juniperus

## Morfologia

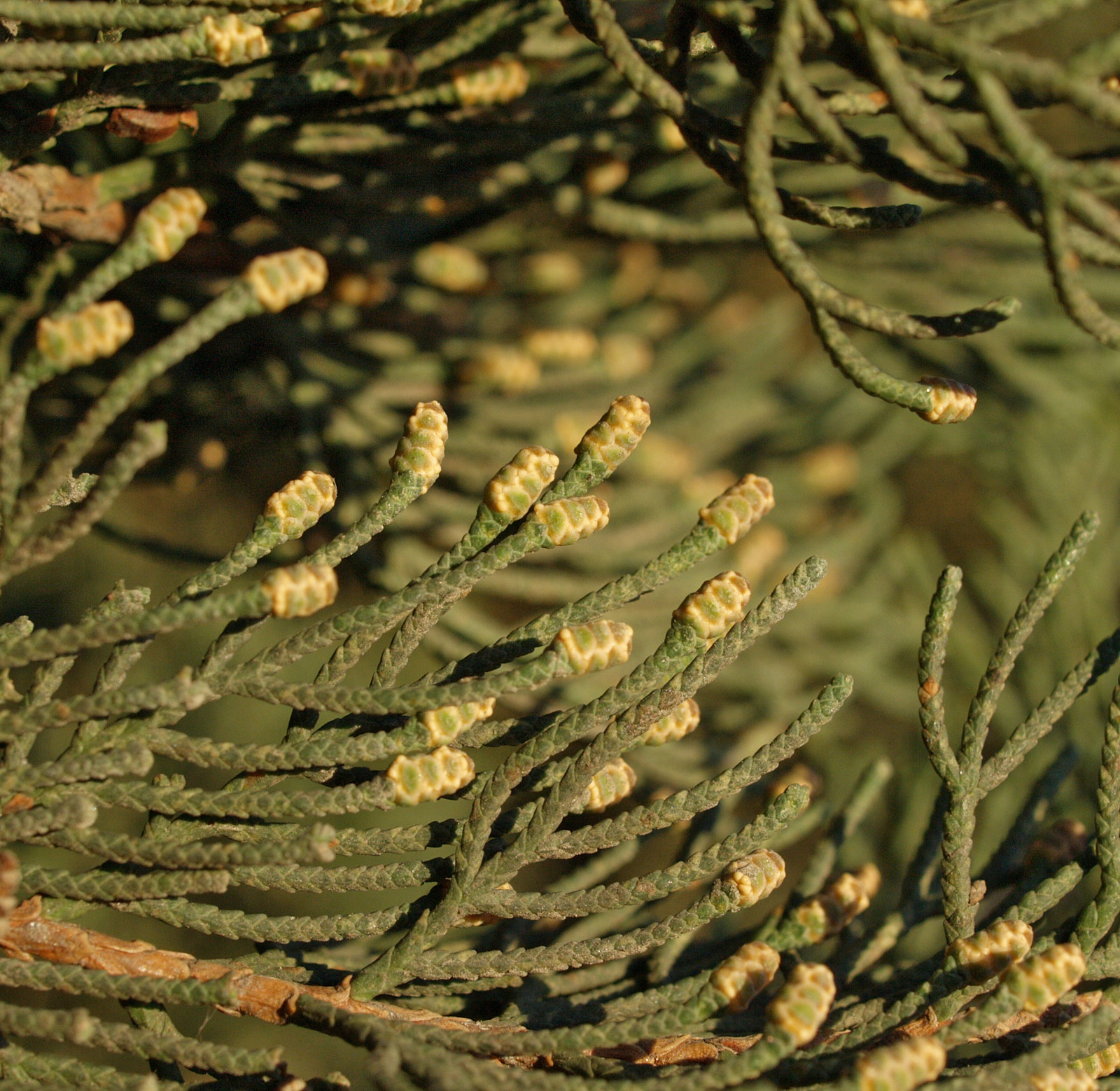
coni maschili

Le Cupressaceae comprendono piante a portamento arboreo ed arbustivo, con chioma riccamente ramificata.
Sono specie per lo più monoiche con eccezione del genere Juniperus.
Le foglie sono persistenti, squamiformi o aghiformi in Juniperus.
La corteccia è generalmente fibrosa.
I coni maschili sono piccoli, colorati, su porzioni terminali dei rami.
I coni femminili sono formati da pochi macrosporofilli portanti ciascuno 2-9 ovuli.
Dopo la fecondazione le squame ovulifere tendono a saldarsi assumendo consistenza legnosa o carnosa (galbuli) e forme diverse a seconda delle specie.
I semi sono forniti di 2 o 3 ali laterali.

## Areale
Le Cupressaceae hanno una vastissima diffusione in tutti e cinque i continenti, tra le Conifere sono la famiglia con l'areale più vasto. Oltrepassano il Circolo polare artico in Norvegia e si avvicinano al Circolo Polare Antartico in Cile. Un membro delle Cupressaceae, Juniperus indica, raggiunge nel Tibet l'altezza di 5200 m sul livello del mare, ed è la specie vegetale legnosa che raggiunge la massima altitudine al mondo.

## Usi
Il legname viene utilizzato a diversi scopi. Molte specie hanno legno odoroso che viene impiegato nell'industria profumiera e come antitarme. I galbuli di Juniperus sono noti come "bacche di ginepro" e vengono utilizzati come aromatizzanti in cucina e liquoreria.